# بويان دوبليفيتش
بويان دوبليفيتش مواليد 24 أكتوبر 1991 في نيكشيتش، جمهورية يوغوسلافيا الاشتراكية الاتحادية، هو لاعب كرة سلة مونتينيغري. بدأ مسيرته الاحترافية في سنة 2009. تم اختياره من قبل فريق مينيسوتا تمبر ولفز خلال الدرافت. يلعب مع فالنسيا باسكت كلاعب وسط. يحمل الرقم 14. لعب مع نادي بودوشنوست لكرة السلة وفالنسيا باسكت.

## إحصائيات المسيرة

### الدوري الأوروبي
| السنة   | الفريق        | لعب | بدأ | دقيقة | ميداني% | ثلاثية | حرة  | ارتداد | صنع | استلاب | تصدي | نقطة | أداء |
| ------- | ------------- | --- | --- | ----- | ------- | ------ | ---- | ------ | --- | ------ | ---- | ---- | ---- |
| 2014–15 | فالنسيا باسكت | 8   | 2   | 22.9  | .511    | .429   | .917 | 4.1    | .9  | .9     | .3   | 15.5 | 16.5 |
| المسيرة |               | 8   | 2   | 22.9  | .511    | .429   | .917 | 4.1    | .9  | .9     | .3   | 15.5 | 16.5 |

## روابط خارجية
- بويان دوبليفيتش على موقع الاتحاد الدولي لكرة السلة (الإنجليزية)
- بويان دوبليفيتش على موقع الدوري الأوروبي لكرة السلة (الإنجليزية)
- بويان دوبليفيتش على موقع سبورتس رفرنس (الإنجليزية)
- بويان دوبليفيتش على موقع الدوري الإسباني لكرة السلة (الإسبانية)
- بويان دوبليفيتش على موقع كرة السلة الأوروبية.كوم (الإنجليزية)
- بويان دوبليفيتش على موقع DraftExpress.com (الإنجليزية)
- بويان دوبليفيتش على موقع ريلجم (الإنجليزية)
- بويان دوبليفيتش على موقع بروبوليرز (الإنجليزية)
- بويان دوبليفيتش على موقع سبورتس رفرنس (الإنجليزية)